# Krimpenerwaard
Krimpenerwaard è una municipalità dei Paesi Bassi situata nella provincia dell'Olanda Meridionale. È stata istituita il 1 gennaio 2015 dalla fusione dei precedenti comuni di Bergambacht, Nederlek, Ouderkerk, Schoonhoven e Vlist.